# Kalbsrieth
Kalbsrieth es un municipio situado en el distrito de Kyffhäuser, en el estado federado de Turingia (Alemania), a una altitud de 120 metros. Su población a finales de 2016 era de unos 650 habitantes y su densidad poblacional, 50 hab/km².
Se encuentra ubicado a poca distancia al sur de la frontera con el estado de Sajonia-Anhalt. Dentro del distrito, el municipio no forma parte de ninguna mancomunidad (Verwaltungsgemeinschaft), ya que las funciones de mancomunidad las lleva a cabo el ayuntamiento de la vecina ciudad de Artern.
Se ubica en el entorno de uno de los posibles emplazamientos donde pudo haber tenido lugar la batalla de Merseburgo. El topónimo del pueblo deriva del nombre de la familia noble que gobernaba la localidad en el siglo XV, los señores de Kalb. El castillo local posee jardines construidos en 1821 por la familia noble Wolzogen, que actualmente forman el principal monumento de la localidad. En 1973 aumentó el territorio del pueblo al incluirse en su término municipal como barrio al antiguo municipio colindante de Ritteburg.